# 汉川站 (平安南道)
漢川站（韓語：한천역）是朝鮮民主主義人民共和國平安南道平原郡汉川劳动者区的一個鐵路車站，属于南洞线。

## 邻近车站
南洞线
石多站 - 漢川站 - 大丰站